# Michel-Werke
Die Michel-Werke GmbH & Co. KG  war ein deutscher Elektrotechnikhersteller mit Sitz in Augsburg. Das Unternehmen wurde 1932 gegründet und 1938 als ein Schlüsselbetrieb der deutschen Rüstungsproduktion in die Kriegswirtschaft eingegliedert. Produziert wurden überwiegend elektrische Bauteile für Flugzeuge der Messerschmitt AG sowie Steuerungssysteme für V-Waffen. Neben dem Stammwerk in Augsburg bestanden Zweigbetriebe in Vorarlberg und zu Kriegsende Verlagerungsstätten im Allgäu.
Nach 1945 nahm das Unternehmen in einzelnen Nebenbetrieben die Fertigung nichtmilitärischer Produkte aus dem Sortiment der Vorkriegszeit wieder auf. Noch 1994 befand sich der Verwaltungssitz in Augsburg-Kriegshaber, Ulmer Straße 161a. Später erfolgte die Umfirmierung in Michel-Werke Beteiligungs-GmbH, deren Geschäftsfeld heute vorwiegend die Verwaltung und Verpachtung firmeneigener Immobilien ist. Seit 2003 befindet sich der Firmensitz in Neusäß, Kobelstraße 55.

## Rüstungsbetrieb
Das Unternehmen wurde 1932 von dem Ingenieur Johann Michel unter der Firmierung Michel – Fabrik für elektrische Geräte Augsburg gegründet. Hergestellt wurden zunächst Elektroteile für Radios. Im Zuge der Rüstungskonjunktur entwickelte sich der inhabergeführte Betrieb ab dem Jahr 1936 insbesondere für Flugzeughersteller zu einem der wichtigsten Zulieferer elektromechanischer Steuerungstechnik. Dazu zählten unter anderem Komponenten der Bordelektronik, Schaltkästen, Stecker, Relais, elektromagnetische Spulen, Sicherungen, Magnetschalter, Fernbedienungen für Bordwaffen, beispielsweise für das MG 17 oder die MG FF. Hauptabnehmer war die Messerschmitt AG. Die Umfirmierung in Michel-Werke GmbH & Co. KG  erfolgte erst zu Beginn der 1940er Jahre.
Als ein Schlüsselbetrieb der deutschen Rüstungsproduktion wurde das Unternehmen im Jahr 1938 in die zentralgelenkte Wehrwirtschaft eingegliedert und unterstand bis zum Kriegsende dem Rüstungskommando Augsburg. Zwischen den Jahren 1939 und 1944 stieg der Gesamtumsatz der Michel-Werke um das 18-fache. Das Augsburger Stammwerk (Werk I) befand sich in der Rehmstraße am Siebentischwald. Im Jahr 1942 erfolgte die Fertigstellung des Gebäudekomplexes in der Ulmer Straße (Werk II). Neben den Augsburger Werken errichtete das Unternehmen ab Juni 1941 Zweigbetriebe in Bregenz und in Hard (Vorarlberg). Ab Mitte 1944 entstanden zusätzliche Verlagerungsstätten in Scheidegg sowie ab April 1945 in Lindenberg im Allgäu. Im Jahr 1944 beschäftigte das Unternehmen zusammen rund 4000 festangestellte Personen.
Infolge der zunehmenden Luftangriffe auf Augsburg wurden ab Mai 1942 immer mehr Bereiche nach Vorarlberg verlegt. Im Harder Werk richtete das Unternehmen unter anderem eine aufwendige und hochmoderne Bakelitpressanlage zur Herstellung von Kunststoffgehäuseteilen ein. Für das Bregenzer Werk stellte das Rüstungskommando Innsbruck am 16. Juli 1943 fest, dass die insgesamt 373 „Gefolgschaftsmitglieder“ monatlich zwischen 140.000 und 160.000 Reihenstecker herstellten sowie durchschnittlich 3000 Verzögerungsschalter. Innerhalb kurzer Zeit wurde der Ausstoß an Reihensteckern auf 300.000 Stück pro Monat verdoppelt. Rund 80 % der Beschäftigten in Bregenz und Hard waren Frauen. Insgesamt beschäftigten die Michel-Werke ab dem Jahr 1944 in Vorarlberg 652 Personen, davon etwa 100 Fremdarbeiter oder Kriegsgefangene.
Ab Januar 1944 weitete sich die Produktion in Bregenz nochmals aus. Der Betrieb wurde in das Fliegerbordwaffenprogramm eingebunden und hatte monatlich 3000 bis 6000 Geräte zu liefern. Dazu kamen elektrische Durchladeschaltgeräte für andere Waffenbauprogramme. Aufgrund des permanenten Arbeitskräftemangels zog das Rüstungskommando Innsbruck für die Michel-Werke in Vorarlberg die Einstellung von Pendlern aus der nahegelegenen Schweiz in Erwägung. Interessanterweise bot das Arbeitsamt St. Gallen den deutschen Behörden in einem Schreiben die Vermittlung von wörtlich „etwa 100 erstklassigen Metallfacharbeitern“ an, was zu dieser Zeit eindeutig gegen die Neutralitätspolitik der Schweiz verstoßen hätte. Letztlich scheiterte die Arbeitskräftevermittlung allein an den Sicherheitsbestimmungen der deutschen Behörden, da im Bregenzer Werk auch Teile für die „Geheimstfertigung“ produziert wurden. Das Marktsegment der Michel-Werke gehörte zu damaliger Zeit zweifelsohne zur Spitzentechnologie. Dazu zählten ferner Raketen-Zünder-Schaltkreisrelais für die V2.
Im Herbst 1944 errichtete das Unternehmen auf eigene Kosten zwei größere Werksbaracken aus Holz in Scheidegg (Tarnname Schaltbau Scheidegg). Zudem beschlagnahmte das Rüstungskommando Werkräume der Scheidegger Ski- und Kartonagenfabrik Hanser & Wilhelm. Weitere Verlagerungsstätten ließ das Rüstungskommando in den Lindenberger Hutfabriken einrichten, welche die Michel-Werke ab April 1945 bezogen. Hier befanden sich große Produktionsräume unter anderem im Keller der Hutfabrik Ottmar Reich, ebenso in der Hutfabrik Aurel Huber und der Hutfabrik Gebrüder Wiedemann, in denen das Materiallager und die Buchhaltung eingerichtet wurden.

## Zwangsarbeit
Im April 1943 wurden die Michel-Werke mit dem Prädikat Kriegsmusterbetrieb ausgezeichnet und Johann Michel zum Wehrwirtschaftsführer ernannt. Allerdings sagte der Titel kaum etwas über die Nähe des Inhabers zum NS-Regime aus. Michel stammte aus bescheidenen, ursprünglich sozialdemokratisch geprägten Verhältnissen und stand ab Dezember 1943 unter dem Verdacht der Sabotage und Wehrkraftzersetzung. Im Frühjahr 1944 wurde er von der Gestapo verhaftet. Das Rüstungskommando warf ihm gezielte Lieferungsverzögerungen vor, wodurch die Flugzeugproduktion in den Messerschmitt-Werken in Stockung geriet.
Nach seiner Entlassung aus der Gestapo-Haft übernahm das Rüstungskommando Augsburg vollständig die Kontrolle über die Produktion der Michel-Werke sowie laut Akten „die Bedarfsanweisung und Sicherstellung von Arbeitskräften“. Vor diesem Hintergrund richtete Ende August 1944 das Rüstungskommando im Komplex der Augsburger Michel-Werke in der Ulmer Straße ein Außenlager des KZ Dachau für Frauen ein. Bei diesem KZ-Außenlager Augsburg-Kriegshaber handelte es sich schätzungsweise um rund 500 ungarische Jüdinnen, die für verschiedene Rüstungsbetriebe in Augsburg Zwangsarbeit leisten mussten. Das Außenlager bestand vom 7. September 1944 bis zum 25. April 1945.
Die Räume befanden sich im zweiten Stock des nördlichen Hauptgebäudetrakts. Etwa 300 Frauen arbeiteten direkt bei den Michel-Werken, sowohl im Werk II in der Ulmer Straße als auch im Werk I in der Rehmstraße. Geschätzte 200 KZ-Häftlinge kamen etwa einen Kilometer vom Lager entfernt bei der Kuka AG zum Einsatz. Weitere waren bei der Industriewerke Lohwald AG in der Produktion von Tarnfarben beschäftigt. Mehrfach wurden die Frauen auch zu Räumungsarbeiten in ganz Augsburg nach Bombenangriffen eingeteilt. Die Bewachung erfolgte durch SS-Personal. Nach Häftlingsaussagen waren die Arbeits- und Lebensbedingungen den Umständen entsprechend erträglich. Die Arbeit erfolgte in 12-Stunden-Schichten. Das Essen für die Häftlinge entsprach nach Angaben von Johann Michel dem Kantinenessen aller Beschäftigten der Michel-Werke. Gemäß der Forschungsarbeit von Wolfgang Benz, Barbara Distel, Angelika Königsede und Wolfgang Kucera, erhielten die Frauen medizinische Versorgung durch Werksärzte. Es gibt keine Belege über direkt im „Außenlager Michel-Werke“ verstorbene Häftlinge, doch wurden mindestens zehn arbeitsunfähige ins KZ Dachau überstellt. Die Räumung des Lagers erfolgte im April 1945 in das Waldlager im KZ-Außenlagerkomplex Mühldorf.

## Nachkriegszeit
Bei Kriegsende war die Produktion der Michel-Werke nahezu vollständig von Augsburg ins Allgäu, überwiegend jedoch nach Vorarlberg verlagert. Die Zweigbetriebe in Bregenz und Hard eignete sich der österreichische Ingenieur Walter Zumtobel an. Hierfür bot er den französischen Behörden im besetzten Nachkriegsösterreich eine Zusammenarbeit an, da nach seinen Worten „das Produktionssortiment der Michel-Werke für den Wiederaufbau Österreichs von Bedeutung“ wäre. Die Franzosen erkannten die Bedeutung der Betriebe für die französische Rüstung und erklärten sich bereit, für die französische Marine entsprechende Serienaufträge für Transformatoren und Hochfrequenzrelais an Zumtobel zu übergeben. Auch für die französische Luftwaffe wurden Aufträge ausgeführt.
Obwohl nach Kriegsende keine Verbindung mehr zum Augsburger Mutterwerk bestand, nahm Zumtobel mit den umfangreich noch vorhandenen Maschinen ab September 1945, zunächst als Sequester im Auftrag der französischen Militärverwaltung, später als Pächter der österreichischen Behörden, die Produktion von elektronischen Bauteilen unter der Firmierung Michel-Werk Hard beziehungsweise Michel-Werk Bregenz auf. Ende Dezember 1949 erreichte Zumtobel einen Zusammenschluss und die Verlegung der beiden Werke nach Dornbirn. Am 1. Januar 1950 gründete er dann zwei Unternehmen: die Firma Michel-Werke, Pächter Dipl. Ing. Dr. Walter Zumtobel und die Firma Elektrogeräte und Kunstharzpresswerk W. Zumtobel KG.
Johann Michel versuchte von Augsburg aus vergeblich, sein Eigentum zurück, oder zumindest eine Gegenleistung für die Maschinen, oder ein Entgelt für die mit seinem Namen verkauften Markenprodukte zu erlangen. Zumtobel teilte ihm schriftlich mit, dass ihm die „die Hände gebunden“ seien, und wörtlich, dass „sein [Michels] Eigentum nach der Machtergreifung und im ursächlichen Zusammenhang mit der Machtergreifung aus kriegsbedingten Gründen nach Österreich gekommen ist“, und es deshalb an Österreich verfalle. Mit dieser Begründung produzierte Zumtobel in Dornbirn unbehelligt unter dem Namen Michel-Werke bis Ende Dezember 1952 weiter.
Im Zuge der Beschlagnahmung und Zwangsverwaltung bezifferte Johann Michel seine Vermögensverluste auf rund 90 %. Im Jahr 1952 betrug der Gesamtumsatz der Michel-Werke in Dornbirn 3.480.000 Schilling. Zum 1. Januar 1953 gliederte Zumtobel die Firma Michel-Werke, Pächter Dipl. Ing. Dr. Walter Zumtobel in die im Jahr 1950 gegründete Elektrogeräte und Kunstharzpresswerk W. Zumtobel KG ein und legte damit den Grundstein der heutigen Zumtobel Group.
Das erst im Jahr 1942 fertiggestellte Augsburger Werk II in der Ulmer Straße besetzten nach Kriegsende US-Einheiten. Die US-amerikanischen Behörden legten die Produktion still und verlagerten die in Berlin ausgebombte Europazentrale der NCR Corporation in den Komplex. Nach Rückgabe seines Eigentums in Augsburg gelang es Johann Michel, ab Oktober 1946 das Gelände sowie einen Teil der Gebäude dauerhaft an die NCR sowie die Schwäbische Landeszeitung beziehungsweise spätere Augsburger Allgemeine zu vermieten. In einer Etage blieb bis zum Jahr 1994 die Hauptverwaltung der Michel-Werke GmbH & Co. KG. Auf dem hinteren Grundstücksgelände errichtete die NCR später ein großes Industriezentrum mit dem NCR-Hochhaus.
Im Frühjahr 1946 nahm Johann Michel die Produktion von elektrischen Geräten und elektronischen Bauteilen in Augsburg im ehemaligen Werk I in der Rehmstraße sowie in den Holzbaracken in Scheidegg wieder auf. Dazu zählten ab dem Jahr 1948 unter anderem Heizlüfter, Tonbandgeräte und Radios. Wie zuvor wurde überwiegend als Unterlieferant produziert. Von besonders hoher technischer Qualität waren zu dieser Zeit die Verstärkerröhren der Michel-Werke Scheidegg. Umfangreiche Aufträge erhielt Michel schon ab März 1946 vom Centre national de la recherche scientifique für Lieferungen nach Frankreich. Ebenso wurden die Michel-Werke in Augsburg und Scheidegg aufgrund des technischen Vorsprungs von der US-Armee bei der Vergabe von Aufträgen favorisiert. Dazu zählten elektromedizinische Geräte (Elektrokardiografen) sowie elektroakustische Komponenten für Rundfunksender und Spezialgeräte für die Radaranwendung.

## Patente
Johann Michel reichte ab dem Jahr 1936 zahlreiche Patente ein. Große Bekanntheit und Verbreitung erlangte der sogenannte Michel-Stecker, der für die Bewaffnungsanlagen sämtlicher, deutscher Kampfflugzeuge Verwendung fand. Der platzsparende Stecker wurde durch einen federbelasteten Deckel auf der einen Seite und einer Nut auf der anderen Seite gehalten und ermöglichte ohne Verschraubung einen einfachen und schnellen Gerätewechsel der Bordwaffen. In der Verbindungstechnik  waren die Michel-Stecker selbstverständlich auch für nichtmilitärische Zwecke ein Fortschritt.
Viele Erfindungen und Gebrauchsmuster gingen direkt bei den Michel-Werken in Serienproduktion. Mehrere Patentrechte verkaufte Michel an andere Unternehmen. Allein in der Nachkriegszeit sind von ihm beim United States Patent and Trademark Office über 50 Erfindungen registriert. Dazu gehören vor allem elektromagnetische Relais, Steuerungssysteme, Magnetschalter, Wirbelstrommessgeräte, Magnetköpfe und Minutenzähler für Tonbandgeräte, aber auch eine Drehzahnbürste, Elektrohaarschere, Thermoanzeige für Tiefkühlprodukte, Zubehör für Fotoapparate, elektrostatische Puppen- und Magnetbrettspiele.

## Gegenwart
Anfang des 21. Jahrhunderts erfolgte eine Umfirmierung in Michel-Werke Beteiligungs-GmbH. Geschäftsgegenstand ist heute die Verwaltung und Vermietung von Wirtschaftsgütern aller Art, insbesondere ihres Grundbesitzes, sowie die Erbringung von damit im Zusammenhang stehenden Serviceleistungen. Beteiligt ist das Unternehmen unter anderem an der AGH Augsburger Gewerbe Hof GmbH & Co. KG sowie der GHS Gewerbehof am Siebentischwald GmbH. Seit 2003 befindet sich der Firmensitz in Neusäß.